# Emil Holm (sanger)
 Der er flere personer med dette navn, se Emil Holm.
Rasmus Emil Holm (født 13. februar 1867 i København, død 2. november 1950 på Frederiksberg) var en dansk sanger og Statsradiofoniens (nu DR) første chef, idet han var driftsleder 1925-1937.
Han var søn af grosserer, skibsreder H.P.I. Holm og hustru f. Hansen og blev først uddannet købmand. Siden kom han på Hornemans musikkonservatorium og hos Fritz Arlberg i Stockholm. Han debuterede som koncertsanger i Musikforeningen 4. marts 1892. Derefter var han operasanger på Det Kgl. Teater (debut som landgreven i Tannhäuser) og rejste til Tyskland, hvor han fik ansættelse på Hofoperaen i Dresden, i Chemnitz og Leipzig. Han indgik i Wagner-festspillene under Cosima Wagners ledelse 1893. 1893-96 var han på Nürnbergs Opera og 1896-98 var han tilbage på Det Kgl. Teater. Holm var i Breslau 1898, Düsseldorf 1899 og var 1901-1914 ved Den kgl. Hofopera i Stuttgart, Württemberg, hvor han blev Kongelig kammersanger.
Hans store musikinteresse afspejler sig bl.a. i at han tog initiativ til oprettelsen af DR Radiosymfoniorkestret og af torsdagskoncerterne. Han var en stærk og visionær leder der lagde grundlaget for Danmarks Radios musikalsk-kulturelle infrastruktur. Da Radiosymfoniorkestret fyldte 75 år i år 2000 udkom 2-bindsværket Holms vision skrevet af Martin Granau.
Han var formand for Dansk Solist-Forbund 1920-25 og blev æresmedlem 1925. Han var Ridder af Dannebrog og havde modtaget udenlandske ordener.
For yderligere at hædre DRs karismatiske grundlægger har man givet DR Byen i Ørestaden adressen Emil Holms Kanal. Emil Holm var svoger for musikkritikeren og komponisten Ferdinand Pfohl.
Han er begravet på Bispebjerg Kirkegård.